# Gladys' Day Dreams
Gladys' Day Dreams  è un cortometraggio muto del 1917. Il nome del regista non viene riportato.

## Produzione
Il film fu il primo prodotto dalla Cahill Productions, una piccola casa di produzione fondata da Marie Cahill, nota cantante e attrice di vaudeville delle scene di Broadway. La compagnia produsse solo tre film, girati tutti nel 1917.

## Distribuzione
Distribuito dalla Mutual Film, il film uscì nelle sale cinematografiche USA il 30 aprile 1917.